# Warthe (Seehausen)
Warthe ist ein Wohnplatz der Stadt Seehausen (Altmark) im Landkreis Stendal in Sachsen-Anhalt.

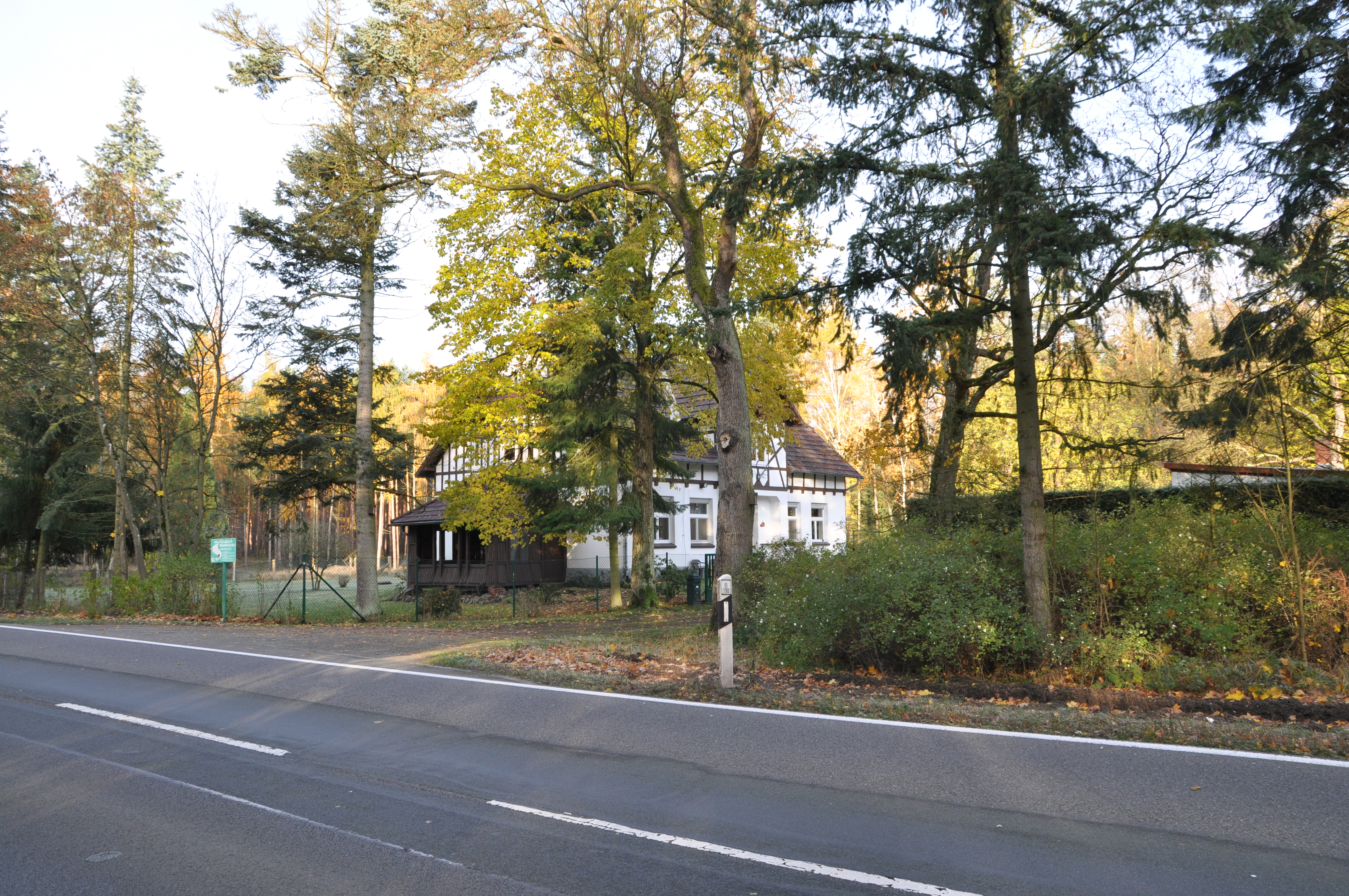
Warthe, Arendseer Straße 58

## Geographie
Der Wohnplatz Warthe liegt etwa 4 Kilometer westlich von Seehausen nördlich der Bundesstraße 190 in Richtung Arendsee im Stadtforst Seehausen in der Altmark.
Nachbarorte sind Tannenkrug im Westen, der Wilhelminenhof im Nordosten und Seehausen im Osten.

## Geschichte
Im Westen der Stadt, in unmittelbarer Nähe des Forsthauses Warthe, gab es ein Außenfort, das als ferneste Warthe bezeichnet wurde.:S. 30 Sie wird erst 1686 erwähnt, muss aber im Mittelalter entstanden sein.

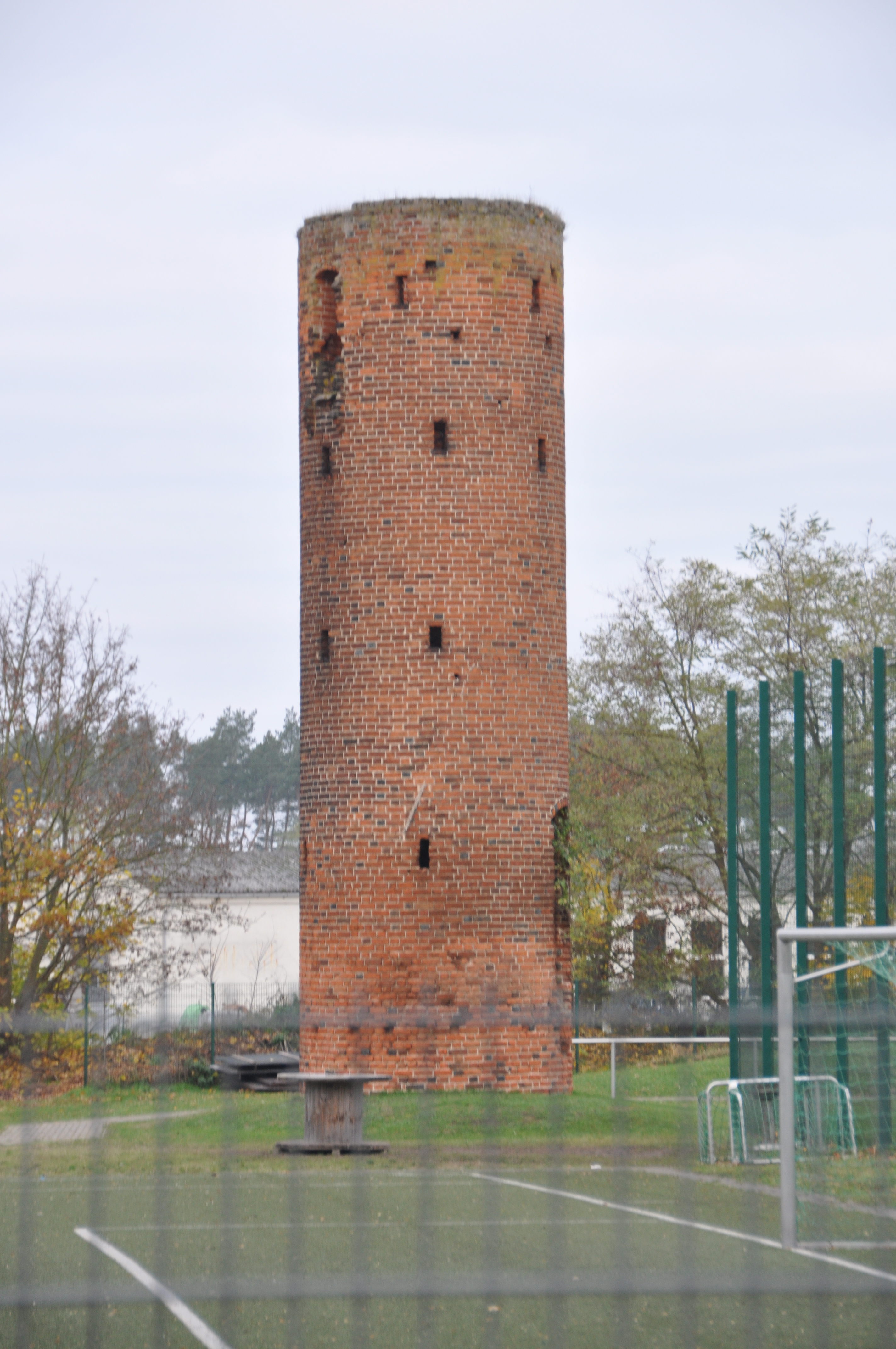
Fangelturm

Der letzte Rest davon war ein alter Turm, die Blumenwarte genannt. Er gehörte zur Seehauser Landwehr. Diese Siedlungsschutzanlage ist heute als Bodendenkmal ausgewiesen. Sie verläuft bis an den südwestlichen Stadtrand von Seehausen, wo noch heute der spätgotische Fangelturm steht, der auch ferdeste Warthe genannt wurde. Die Wehr wurde zum Schutz der Fluren und Gemarkungen aus Wällen und Gräben angelegt. So entstanden Landwehrwälle und Landwehrgräben. Die Wälle wurden mit Sträuchern bepflanzt und bildeten Hecken mit Dornengestrüpp. Später wurde bei der Warte ein Kämmereivorwerk angelegt, das 1744 genannt wurde, aber wieder eingegangen ist.:S. 30, 40 Die Warte stand noch im Jahre 1850.:S. 72 Im Jahre 1850 gab es in den Sommermonaten eine Bewirtung im Forsthaus Warthe. Es wurde als Gartenlokal bezeichnet. Seit 1869 fanden dort regelmäßig Sommerkonzerte statt. Bei größeren Festlichkeiten der Stadt hat man diese häufig auf der Warthe ausklingen lassen. Es gab einen Warthesteig, der Hinter den Buden begann, über die Bahn führte und durch kleine Schranken gesichert war. Er verlief weiter durch die Wiesen, an der  Grashöfe vorbei, durch den Wald parallel zur Chaussee nach Arendsee in Richtung Forsthaus Warthe.:S. 108
Das Wohnhaus der Warte existierte noch im Jahre 1909. Das Forsthaus Warthe verlor später als Erholungsstätte an Bedeutung und es gab keine Bewirtung mehr. Am 1. Juli 1934 wurde es wieder geöffnet. Nachdem 1938 der Bahnübergang für Fußgänger zum Warthesteig geschlossen worden war, wurde die Bewirtung wieder aufgegeben. Teile dieses Wartesteiges wurden in die Grünlandflächen mit einbezogen.:S. 210

### Einwohnerentwicklung
| Jahr | Einwohner |
| ---- | --------- |
| 1775 | 08        |
| 1789 | 04        |
| 1798 | 05        |
| 1801 | 06        |
| 1818 | 05        |
| 1871 | 10        |
| 1885 | 07        |
| 1895 | 06        |
| 1905 | 05        |

Quelle:

## Religion
Die evangelischen Christen aus Warthe gehörten früher zur Kirchengemeinde Seehausen und damit zur Pfarrei Seehausen mit der Kirche St. Petri. Sie gehören heute zum Kirchspiel Seehausen, das betreut wird vom Pfarrbereich Seehausen des Kirchenkreises Stendal im Bischofssprengel Magdeburg der Evangelischen Kirche in Mitteldeutschland.